# Cezayirli Gazi Hasan Pascià
Cezayirli Gazi Hasan Pascià (1713 – Šumen, 19 marzo 1790) è stato un militare e politico ottomano di etnia circassa.
Durante la sua vita, ha ricoperti importanti ruoli nell'Impero ottomano: fu grande ammiraglio (Kapudan Pascià) (1770-90), Gran Visir (1790) e generale alla fine del XVIII secolo.

## Origine
Fu acquistato come schiavo nella Turchia orientale da un mercante turco di Tekirdağ, che lo crebbe a casa sua considerandolo alla pari con i suoi figli.

## Carriera
Scalò velocemente la gerarchia militare ottomana e fu per un certo periodo con i corsari barbareschi che avevano base ad Algeri (da cui l'epiteto Cezayirli, che, in turco, significa appunto "di Algeri”). Fu comandante della flotta durante la battaglia di Chesma a bordo del Real Mustafa e fu in grado di ricompattare le forze rimaste sotto il suo comando dopo la disastrosa battaglia per la marina turca. Tornò nella capitale ottomana con le cattive notizie, ma fu molto elogiato per i suoi risultati e promosso, prima a capo di stato maggiore e poi a gran visir. Riuscì a spodestare la flotta russa che aveva stabilito una base sull'isola egea di Lemno.
Alcuni aneddoti raccontano che dopo la sconfitta di Chesma, lui e i suoi uomini furono alloggiati da un prete ortodosso ad Ayvalık, che ignorava chi essi fossero. Hasan Pascià non dimenticò la cortesia dimostrata dalla città in quell'ora di crisi, per questo motivo, le concesse un'autonomia virtuale, sebbene fosse una città culturalmente greca, facendola diventare un importante centro culturale per quella comunità nell'Impero Ottomano nel XIX secolo.
La disfatta spinse Hasan Pascià a fondare il cantiere di Ingegneria Navale del Corno d'Oro (in seguito divenuta Accademia Navale Turca) nel 1773.
Nell'estate del 1775 assediò Acri, in mano a Zahir al-Umar, un sovrano arabo che si era costruito un regno autonomo in Palestina. Hasan Pascià pretese il pagamento di 50.000 piastre a Zahir per togliere l'assedio. A fronte del rifiuto di Zahir, le navi di Hasan Pascià bombardarono Acri, a cui non risposero gli artiglieri che presidiavano i cannoni di Acri, che per motivi religiosi, non potevano eseguire gli ordini di Zahir, di sparare contro le navi con le indegne del Sultano e califfo. Zahir fuggì, ma fu ucciso dalle truppe di Hasan Pascià prima di riuscirci.
Nel 1786, gli fu ordinato dal sultano Abdülhamid I di portare truppe in Egitto e scacciare gli emiri mamelucchi guidati da Ibrahim Bey e Murad Bey, che erano diventati de facto i regnanti della provincia.
Arrivò in Egitto all'inizio dell'agosto del 1786 ripristinando il potere imperiale (sebbene gli emiri mamelucchi avrebbero ripreso il potere dopo la sua morte) e rimase de facto governatore ottomano dell'Egitto per circa un anno. Il suo kethüda (assistente/vice) di lunga data, Ismail Pascià il Tripolitano rimase in Egitto e fu nominato immediatamente governatore ottomano d'Egitto (1788-1789, 1789-1791) mentre il suo alleato, l'emiro mamelucco Ismail Bey, divenne lo Shaykh al-Balad  (capo della città) e pertanto divenne il sovrano de facto.
Nella guerra russo-turca del 1787-1792, Hasan Pascià (che all'epoca aveva già 74 anni) comandò le truppe turche all'inizio della campagna, prendendo parte all'azione del 17 giugno 1788, alla battaglia di Fidonisi e all'assedio di Ochakov.

## Morte
Morì il 19 marzo 1790 per malattia o forse avvelenato. La sua statua oggi abbellisce la località turistica di Çeşme, insieme al leone che aveva addomesticato quando era in Africa e portava ovunque con sé.